# Jezvé
Jezvé (dříve psáno Gesowi, německy Neustadtl) je jedna z nejstarších obcí v okrese Česká Lípa, v současné době začleněná do obce Stružnice. Dotýká se jiné obce, Horní Police, a od města Česká Lípa leží as 6 km západním směrem.

## Historie

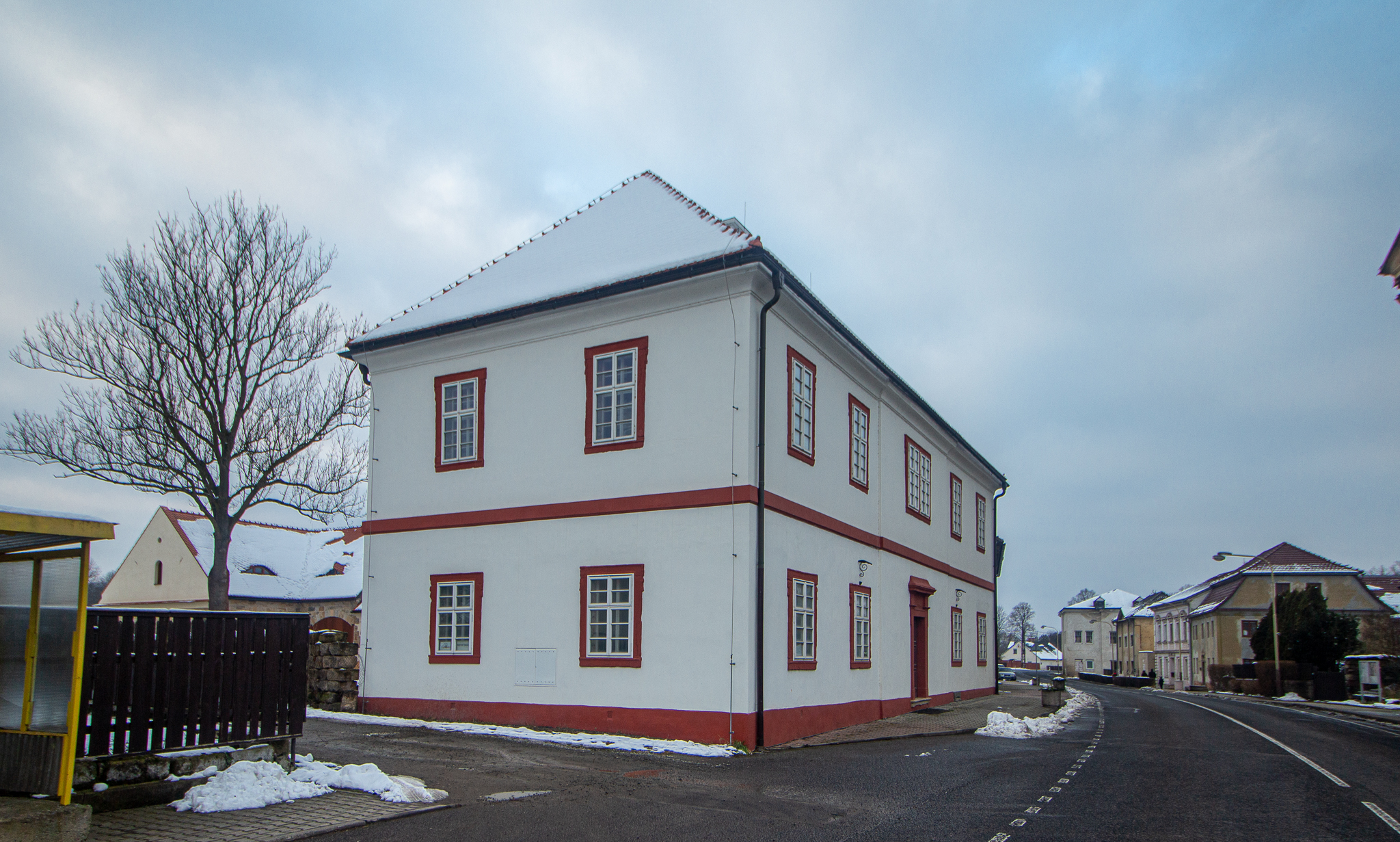
Obnovená fara v Jezvém

První písemná zmínka o existenci vsi pochází z roku 1197, kdy byla označena jako majetek, dar rytíře (později blahoslaveného) Hroznaty, opata tepelského kláštera. Byla tedy jedním z nejstarších doložených sídel českolipského okresu. Další dochovaný záznam je z roku 1352 a označuje Jezvé latinsky jako Nova civitas a dosvědčuje též existenci středověkého kostela. 
Ve 14. století se obec stala majetkem hradišťského kláštera u Mnichova Hradiště. Tamní cisterciáci sem přivedli kolonisty a podnítili rozvoj řemesel. 
V roce 1420 byla obec poničena husity. Po husitských válkách obec získali Berkové z Dubé, po nich zde byli Vartenberkové a v 16. století Salhausenové.
Již zchátralý kostel byl zbourán roku 1746 a téhož roku byla zahájena stavba kostela nového. Náklady nesl z výnosů svého panství z větší části hrabě Kounic, o čemž svědčí rodový erb nad vstupem do kostela. Hlavní stavební práce byly ukončeny po pěti letech, tedy roku 1751.
V roce 1798 vypukl v Jezvém velký požár, který zničil školu, špitál, pivovar, mlýn, 40 domů a 36 chalup. Poškozen byl i kostel, ten byl však opraven a dočkal se i dalších venkovních úprav.
Kdysi městečko Jezvé bylo od roku 1964 je začleněno do obce Stružnice.

## Zajímavosti

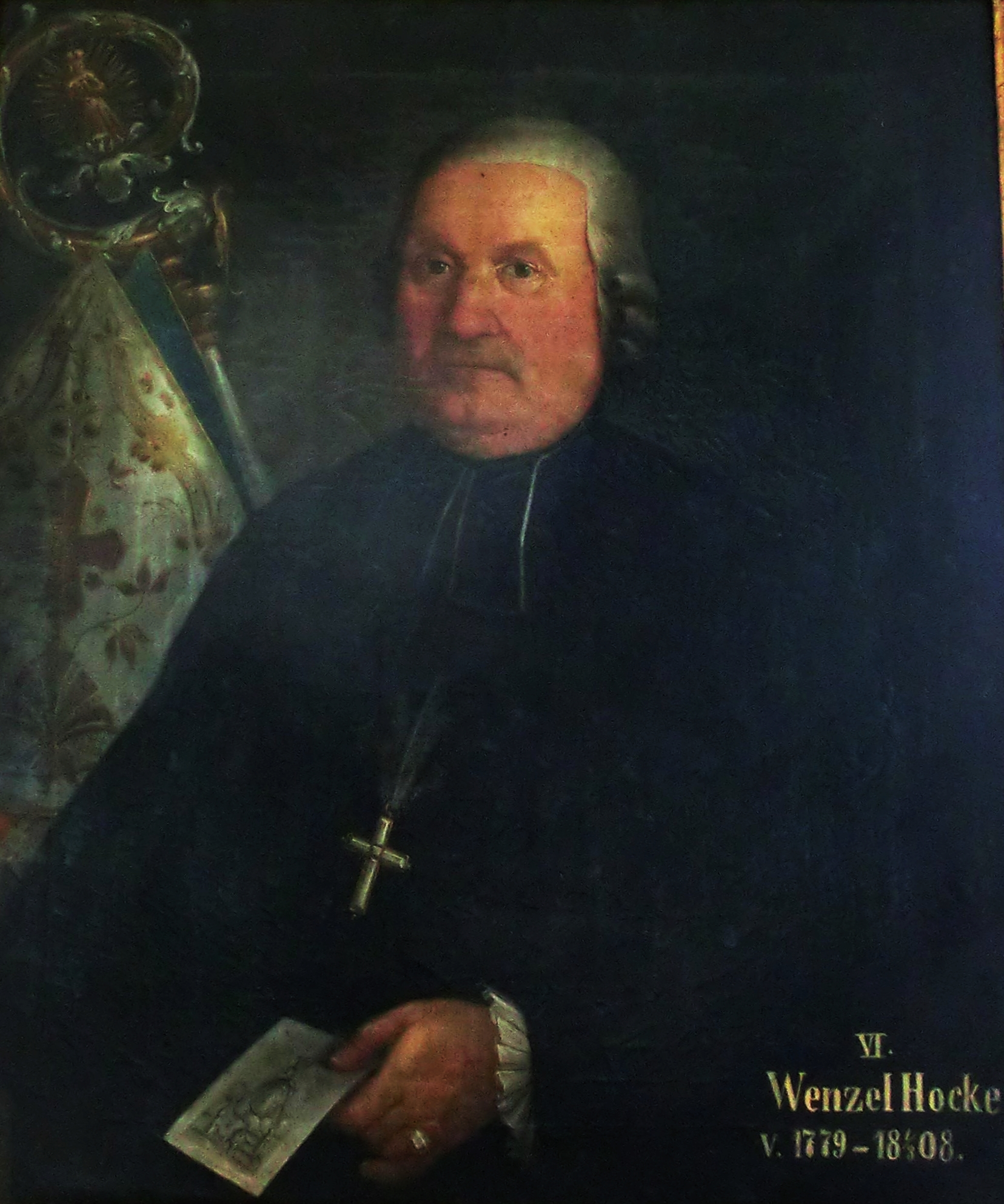
Místní rodák Wenzel Hocke, arciděkan v Horní Polici

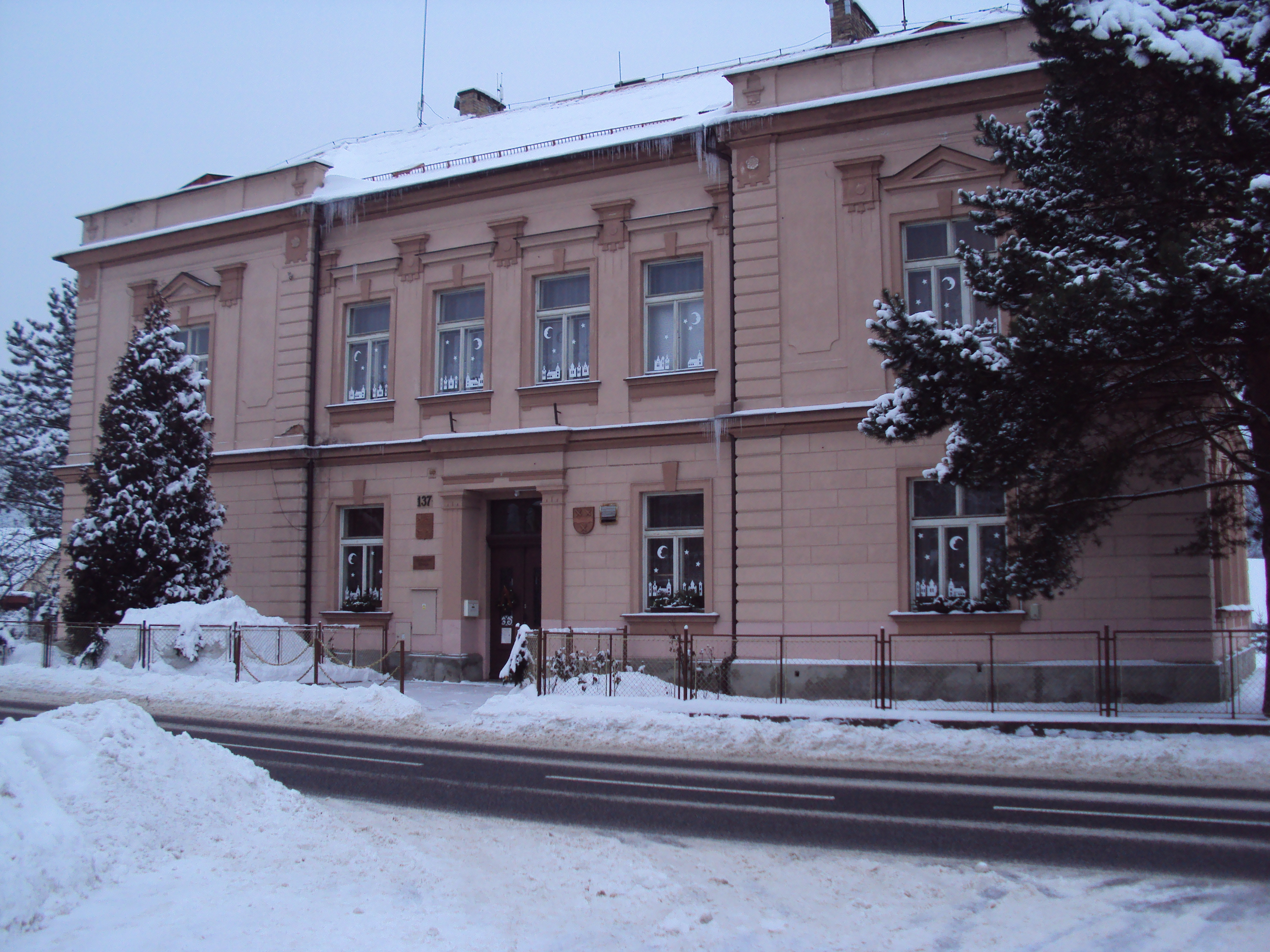
Škola v Jezvém

### Osobnosti
V Jezvém se narodil Wenzel Hocke (1732–1808), lidově zvaný Hockewanzel, svérázný římskokatolický duchovní, arciděkan nedaleké hornopolické farnosti. Byl velmi oblíbený mezi lidmi pro svou lidumilnost a specifický přístup k plnění povinností. Vyprávělo se o něm mnoho veselých historek, které později našly odraz i v literatuře.

### Farní areál
Kostel svatého Vavřince byl postaven v letech 1746–1756 podle projektu pražského stavitelského mistra Anselma Luraga. Uvnitř se nachází jednotné zařízení z doby kolem roku 1770 a gotická soška Madony z doby kolem roku 1400. Farnost spravuje excurrendo kněz z Horní Police.
Poblíž kostela se nachází bývalá obnovená budova fary. Celý barokní areál fary v Jezvém prochází od roku 2005 postupnou opravou, stodoly za farou jsou již téměř opraveny, areál je průběžně revitalizován. Fara samotná má již novou střechu, je sanována proti zaplavování spodní vodou a neustále se její stav zlepšuje.

### Vavřinecká pouť
Bývá organizována každoročně v srpnu.

### Příroda
V katastru obce jsou dva kopce, Ortles 364 m n. m. a Králův vrch 536 m.